# Morten Konradsen
Morten Ågnes Konradsen (ur. 3 maja 1996 w Bodø) – norweski piłkarz występujący na pozycji środkowego pomocnika w norweskim klubie FK Bodø/Glimt.

## Kariera klubowa

### FK Bodø/Glimt
W 2012 roku podpisał pierwszy profesjonalny kontrakt z drużyną FK Bodø/Glimt. Zadebiutował 1 maja 2012 w meczu Pucharu Norwegii przeciwko Tverlandet G-98 (0:5). W OBOS-ligaen zadebiutował 21 kwietnia 2013 w meczu przeciwko Elverum Fotball (3:0). W sezonie 2013 jego zespół zajął pierwsze miejsce w tabeli i awansował do najwyższej ligi. W Eliteserien zadebiutował 13 kwietnia 2014 w meczu przeciwko Sogndal Fotball (4:2). Pierwszą bramkę w lidze zdobył 9 listopada 2014 w meczu przeciwko Viking FK (3:2).

### Rosenborg BK
2 sierpnia 2017 przeszedł do zespołu Rosenborg BK. Zadebiutował 14 października 2017 w meczu Eliteserien przeciwko Tromsø IL (0:3). 2 listopada 2017 zadebiutował w fazie grupowej Ligi Europy UEFA w meczu przeciwko Zenitowi Petersburg (1:1). W sezonie 2017 jego drużyna zajęła pierwsze miejsce w tabeli i zdobyła mistrzostwo Norwegii. 26 kwietnia 2018 wystąpił w meczu o Superpuchar Norwegii przeciwko Lillestrøm SK (0:1) i zdobył trofeum.

### FK Bodø/Glimt
15 sierpnia 2018 podpisał trzyletni kontrakt z klubem FK Bodø/Glimt. Zadebiutował 25 sierpnia 2018 w meczu Eliteserien przeciwko Tromsø IL (1:2). Pierwszą bramkę zdobył 31 marca 2019 w meczu ligowym przeciwko Rosenborg BK (2:0). W sezonie 2019 jego zespół zajął drugie miejsce w tabeli zdobywając wicemistrzostwo Norwegii. 17 września 2020 zadebiutował w kwalifikacjach do Ligi Europy UEFA w meczu przeciwko FK Žalgiris Wilno (3:1). W sezonie 2020 jego drużyna zajęła pierwsze miejsce w tabeli i zdobyła mistrzostwo Norwegii. 7 lipca 2021 zadebiutował w kwalifikacjach do Ligi Mistrzów UEFA w meczu przeciwko Legii Warszawa (2:3).

## Kariera reprezentacyjna

### Norwegia U-21
W 2015 roku otrzymał powołanie do reprezentacji Norwegii U-21. Zadebiutował 17 listopada 2015 w meczu towarzyskim przeciwko reprezentacji Irlandii U-21 (0:0).

## Statystyki

### Klubowe
(aktualne na dzień 21 września 2021)
| Klub               | Sezon              | Liga               | Liga  | Liga   | Puchar kraju | Puchar kraju | Europa | Europa | Inne  | Inne   | Suma  | Suma   |
| Klub               | Sezon              | Liga               | Mecze | Bramki | Mecze        | Bramki       | Mecze  | Bramki | Mecze | Bramki | Mecze | Bramki |
| ------------------ | ------------------ | ------------------ | ----- | ------ | ------------ | ------------ | ------ | ------ | ----- | ------ | ----- | ------ |
| FK Bodø/Glimt      | 2012               | OBOS-ligaen        | 0     | 0      | 1            | 1            | –      | –      | –     | –      | 1     | 1      |
| FK Bodø/Glimt      | 2013               | OBOS-ligaen        | 11    | 0      | 2            | 1            | –      | –      | –     | –      | 13    | 1      |
| FK Bodø/Glimt      | 2014               | Eliteserien        | 16    | 1      | 4            | 1            | –      | –      | –     | –      | 20    | 2      |
| FK Bodø/Glimt      | 2015               | Eliteserien        | 27    | 4      | 2            | 1            | –      | –      | –     | –      | 29    | 5      |
| FK Bodø/Glimt      | 2016               | Eliteserien        | 12    | 0      | 1            | 0            | –      | –      | –     | –      | 13    | 0      |
| FK Bodø/Glimt      | 2017               | OBOS-ligaen        | 0     | 0      | 2            | 0            | –      | –      | –     | –      | 2     | 0      |
| FK Bodø/Glimt      | Ogólnie            | Ogólnie            | 66    | 5      | 12           | 4            | 0      | 0      | 0     | 0      | 78    | 9      |
| Rosenborg BK       | 2017               | Eliteserien        | 4     | 0      | 0            | 0            | 2      | 0      | –     | –      | 6     | 0      |
| Rosenborg BK       | 2018               | Eliteserien        | 1     | 0      | 3            | 0            | 0      | 0      | 1     | 0      | 5     | 0      |
| Rosenborg BK       | Ogólnie            | Ogólnie            | 5     | 0      | 3            | 0            | 2      | 0      | 1     | 0      | 11    | 0      |
| FK Bodø/Glimt      | 2018               | Eliteserien        | 4     | 0      | 0            | 0            | –      | –      | –     | –      | 4     | 0      |
| FK Bodø/Glimt      | 2019               | Eliteserien        | 23    | 2      | 1            | 0            | –      | –      | –     | –      | 24    | 2      |
| FK Bodø/Glimt      | 2020               | Eliteserien        | 10    | 1      | 0            | 0            | 2      | 0      | –     | –      | 12    | 1      |
| FK Bodø/Glimt      | 2021               | Eliteserien        | 9     | 0      | 1            | 0            | 6      | 0      | –     | –      | 16    | 0      |
| FK Bodø/Glimt      | Ogólnie            | Ogólnie            | 46    | 3      | 2            | 0            | 8      | 0      | 0     | 0      | 56    | 3      |
| Ogólnie w karierze | Ogólnie w karierze | Ogólnie w karierze | 117   | 8      | 17           | 4            | 10     | 0      | 1     | 0      | 145   | 12     |

### Reprezentacyjne
| Reprezentacja | Rok     | Mecze | Bramki |
| ------------- | ------- | ----- | ------ |
| Norwegia U-21 |         |       |        |
| 2015          | 1       | 0     |        |
| 2018          | 2       | 0     |        |
| Ogólnie       | Ogólnie | 3     | 0      |

| Mecze i gole w reprezentacji | Mecze i gole w reprezentacji | Mecze i gole w reprezentacji | Mecze i gole w reprezentacji | Mecze i gole w reprezentacji | Mecze i gole w reprezentacji | Mecze i gole w reprezentacji | Mecze i gole w reprezentacji |
| Lp.                          | Data                         | Miejsce                      | Gospodarz                    | Gość                         | Wynik                        | Gol                          | Rozgrywki                    |
| ---------------------------- | ---------------------------- | ---------------------------- | ---------------------------- | ---------------------------- | ---------------------------- | ---------------------------- | ---------------------------- |
| 1.                           | 17.11.2015                   | Waterford                    | Irlandia U-21                | Norwegia U-21                | 0:0                          |                              | Mecz towarzyski              |
| 2.                           | 22.03.2018                   | Perugia                      | Włochy U-21                  | Norwegia U-21                | 1:1                          |                              | Mecz towarzyski              |
| 3.                           | 27.03.2018                   | Ramat Gan                    | Izrael U-21                  | Norwegia U-21                | 1:3                          |                              | el. ME U-21 2019             |

## Sukcesy

### FK Bodø/Glimt
- Mistrzostwo Norwegii (1×): 2020
- Wicemistrzostwo Norwegii (1×): 2019
- Mistrzostwo OBOS-ligaen (1×): 2013

### Rosenborg BK
- Mistrzostwo Norwegii (1×): 2017
- Superpuchar Norwegii (1×): 2018